# Вила Фарнезина
Вила Фарнезина (на италиански: Villa Farnesina) е паметник на архитектурата и живописта от епохата на Късния ренесанс, разположена на левия бряг на река Тибър в римския район Трастевере.
Вилата е построена през 1506-1510 г. за сиенския банкер Агостино Киджи по проект на Балдасаре Перуци. Това е била първата в Рим вила от олекотен „павилионен“ типа, открита към градина и река, без вътрешни дворове и стаи за аудиенции. Стенописите в лоджията са дело на четката на Рафаело, Джулио Романо, Себастиано дел Пьомбо и Содома.
В 1577 г. вилата е придобита от семейство Фарнезе, което разчитало да я съедини чрез мост с Палацо Фарнезе, разположен на другата страна на Тибър. Вилата запазва името „Фарнезе“ и през 18 век, когато е била владение на неаполитанските Бурбони. Днес е нея заседават старинната Академия дей Линчеи.